# Smardzów (powiat głogowski)
Smardzów – wieś w Polsce położona w województwie dolnośląskim, w powiecie głogowskim, w gminie Jerzmanowa, parafia Jaczów.

## Podział administracyjny
W latach 1975–1998 miejscowość należała administracyjnie do województwa legnickiego.

## Nazwa
Śląski pisarz Konstanty Damrot w swojej pracy o śląskim nazewnictwie z 1896 roku wydanej w Bytomiu. Wymienia dwie nazwy: obecnie funkcjonującą, polską "Smardzów" oraz niemiecką "Schmarse". Cytuje również szereg nazw zanotowanych w łacińskich dokumentach: rok 1288 Smarsow, rok 1319 Schmars, rok 1324 Smarzow oraz rok 1371 Schmarsaw.